# Benalla
Benalla ist eine Stadt im australischen Bundesstaat Victoria und liegt etwa 190 km nordöstlich von Melbourne am Highway und der Eisenbahnlinie zwischen Melbourne und Sydney. Sie ist das Zentrum der Local Government Area Benalla Rural City.
Benalla ist eine landwirtschaftlich geprägte Kleinstadt mit etwa 9.000 Einwohnern und wurde in den 40er Jahren des 19. Jahrhunderts gegründet. Zunächst hieß sie nach dem Fluss, an dem sie liegt, Broken River.
Benalla wird auch die „Rosenstadt“ genannt und ist bekannt für seine öffentlichen Gärten. Außerdem besitzt sie einen Kleinflughafen und ist ein Zentrum des Segelflugsports und der Heißluftballonfahrer. 

## Söhne und Töchter der Stadt
- Arthur Harold Finch Drakeford (1904–1959), Politiker
- Baden Cooke (* 1978), Straßenradrennfahrer